# Ca n'Olives
Ca n'Olives és un mas del municipi de Lladó (Alt Empordà) inclòs en l'Inventari del Patrimoni Arquitectònic de Catalunya.

## Descripció
Masia situada als afores del poble pel camí que porta a l'ermita de Santa Maria de L'Estela. La gran masia de Can Olives és una construcció del segle xviii. L'habitatge principal té la porta en arc de mig punt adovellada, amb una inscripció a la dovella central: PERE OLIVAS Y FRANCH OLIVAS I FARRER O ANY 1776. Aquesta masia tenia nombroses dependències, com les corts, dependències per peregrins, per a cavalleries i carruatges, etc. Es divideix en tres pisos, el més important dels quals era el central on hi havia les habitacions, biblioteca, salons que tenen les parets decorades al fresc. A l'interior hi ha també una capella d'una nau amb volta de llunetes, amb l'arc triomfal de punt rodó, dedicada a Santa Maria. Avui està abandonada. La casa té el teulat amb vessant a dues aigües. El parament és de pedra irregular excepte les obertures i cantonades que són fets amb pedra ben escairades.